# 慧龍號無人潛艦
慧龍號無人潛艦（英語：Hui Long-class UUV），中華民國國防部配合潛艦國造政策，委中山科學研究院設計規劃研製之軍用級無人水下潛艦，於2020年正式啟動研製，並由龍德造船建造，造價新臺幣36億6830萬元。